# Босанци
Појам Босанци је општи, односно демонимски назив за становнике Босне, независно од њихове етничке, језичке, верске или било које друге припадности. У том смислу, Босанци могу бити Срби или Хрвати, односно етнички Бошњаци (или етнички Муслимани из Босне), као и припадници других народа који живе у Босни или су родом, односно пореклом са подручја Босне. Појам се користи првенствено за означавање становника саме Босне као географске области, али у зависности од контекста може се односити и на све становнике Босне и Херцеговине. Термин се у поменутим значењима активно употребљава у српском, хрватском, словеначком, македонском, бошњачком и црногорском језику.

## Лексиколошко значење
Основно лексиколошко значење појма Босанци у функцији демонима посведочено је бројним изворним примерима из старије и новије историје. Као општа ознака за становнике Босне, појам се појављује у оба издања Српског рјечника, првом из 1818. и другом из 1852. године. Том приликом, Вук Стефановић-Караџић је као састављач речника указао на истоветно демонимско значење појмова Босанац, Бошњак и Бошњанин. Истоветно, односно опште демонимско значење појма Босанац и осталих истозначних појмова (Бошњак, Бошњанин) забележио је и Ђура Даничић, а њихово изворно значење је на истоветан начин забележено и у потоњем Речнику САНУ. Иста изворна значења поменутих појмова бележи и Etimologijski rječnik ЈАЗУ.

## Архаични синоними
Поред појма Босанци, као општи називи за становнике Босне (у регионалном смислу) изворно су употребљавани и неки други термини, као што су Бошњани или Бошњаци. Сви ови појмови су првобитно имали демонимско значење. Тек у новије време, појам Бошњаци је добио и посебно, етнонимско значење, као ознака за етничке Бошњаке. До тога је дошло након неуспеха првобитног покушаја аустроугарских власти да након окупације Босне и Херцеговине (1878) створе интегралну "босанску" нацију, што није уродило плодом због одлучног отпора не само Срба, већ и Хрвата. Пошто им није успело да општи појам "Босанци" претворе у етничку одредницу, аустроугарске власти су се усредсредиле на појам "Бошњаци" коме је из политичких разлога приписано и етничко значење. Главни идеолог и заговорник такве политике био је аустроугарски министар Бенјамин Калај под чији је утицај потпао и део муслиманских првака, првенствено у средњој Босни, док је већина муслиманских првака из Херцеговине одбила да се одрекне свог традиционалног херцеговачког регионалног идентитета. Упркос томе, аустроугарске власти су наставиле са политиком бошњачења, која је била усмерена првенствено према муслиманском становништву Босне.

## Додатна значења
Поред свог изворног (демонимског) значења, које се односи на све становнике Босне, појам Босанци је накнадно добио и нека додатна значења, која су настала под утицајем политичких расправа о решавању босанског питања. Заговорници етничког босанства сматрају да је појам Босанци поред свог основног демонимског значења одувек имао и додатно етнонимско значење, те стога тврде да термин Босанци није само демоним, већ и етноним који (према њиховим схватањима) означава наводне етничке Босанце. Поједини заговорници етничког босанства такође сматрају да је 1993. године, приликом доношења одлуке да се дотадашњи југословенски Муслимани преименују у етничке Бошњаке, учињена велика терминолошка грешка, и тврде да је уместо архаичног термина Бошњаци требало одабрати општији термин Босанци, који би пружао шире могућности за спровођење свебосанских политичких пројеката. На другој страни, постоје и неке другачије концепције, које су се појавиле међу заговорницима специфичног "панетничког" босанства. Према њиховим схватањима, појам Босанци има и специфично панетничко значење, које надилази све постојеће етничке идентитете у Босни. Сва ова питања су предмет честих расправа и спорова у стручној и широј политичкој јавности.
Поменуте расправе су дошле до пуног изражаја у време припрема за спровођење првог послератног и дуго очекиваног пописа становништва у Босни и Херцеговини, који је био заказан за јесен 2013. године. Поједини интелектуални кругови и невладине организације су још раније приступили промовисању појма Босанци као "боље" етничке одреднице или као специфичне панетничке одреднице, што је довело до бројних реакција. Већ током 2012. године, Ријасет Исламске заједнице у Босни и Херцеговини је издао неколико саопштења и прогласа у којима се Бошњаци позивају да се на попису не изјашњавају као "Босанци". Уочи самог пописа, појавио се и промотивни спот Омладинског културног центра из Градачца, у коме деца позивају Бошњаке да се не изјашњавају као "Босанци", што је у делу јавности осуђено као злоупотреба деце у политичке сврхе. На самом попису становништва (2013), чак 37.110 грађана Босне и Херцеговине је свој идентитет исказало управо путем појма Босанци, од чега је њих 35.687 пописано на подручју Федерацији Босне и Херцеговине. Тиме је постављена основа за покретање бројних питања о тачном значењу таквог изјашњавања, пошто је на основу јавних исказа разних личности које су се изјасниле као Босанци постало јасно да су мотиви за такво идентитетско опредељивање били веома различити: једни су тај појам доживљавали у регионалном, други у етничком, а трећи у панетничком значењу.
Јавне расправе о поменутим питањима настављене су и током наредних година. Знатну пажњу јавности у Босни и Херцеговини заокупио је случај једног родитеља из Сарајева, који је 2014. године желео да свог сина упише у матичну књигу рођених као Босанца, али у општини су му одговорили да новорођенчад могу бити уписана само као Срби, Хрвати, Бошњаци или остали. Након ангажовања адвоката од стране родитеља, општина је 2015. године саопштила да не постоје законска ограничења да ико буде уписан као Босанац у матичну књигу рођених. Медији су објавили да је ово прво дете које је у матичним књигама уписано управо као Босанац. Поменути родитељ је своју одлуку образложио жељом да се становништво Босне и Херцеговине не дели према етничкој припадности. Иако у Уставу Босне и Херцеговине нема никаквих ограничења да се неко изјасни као Босанац, за конститутивне народе (Србе, Хрвате и Бошњаке) су ипак загарантована нека права која нису загарантована за "остале", што укључује и све оне који се изјашњавају као Босанци. Тако на пример Председништво Босне и Херцеговине чине три члана, од којих су два са територије Федерације Босне и Херцеговине, а бирају се из редова Хрвата и Бошњака, док је трећи члан са територије Републике Српске и бира се из редова Срба. Они који се изјашњавају као Босанци немају могућности да буду бирани на поменуте функције.